# Ordine della Gloria (Afghanistan)
L'Ordine della Gloria è stato una decorazione della Repubblica Democratica dell'Afghanistan.

## Storia
L'ordine è stato fondato il 17 maggio 1982.

## Assegnazione
L'ordine veniva assegnato ai cittadini:
- per eccezionali servizi allo Stato e alle attività pubbliche;
- per grandi passi in avanti nello sviluppo della cultura nazionale, della letteratura e dell'arte;
- per attività particolarmente proficue per la formazione del personale;
- per ottimo lavoro nel governo, al fine di sviluppo a tutto tondo e al rafforzamento delle conquiste della Rivoluzione di Aprile.

## Insegne
- L'insegna era una stella a otto punte con raggi argentati. Il dritto era leggermente conico, con tre cerchi concentrici dei colori della bandiera. Sui lato sinistro e destro del cerchio vi era una corona di alloro smaltata di verde, con sopra una stella a cinque punte rossa. Al centro del cerchio vi erano falce e martello sopra un libro aperto. Falce, martello e libro erano smaltati di rosso.
- Il nastro era blu con tre strisce bianche.